# Christian Ferdinand Schiess
Christian Ferdinand Schiess (VC) (Burgdorf (Kanton Bern), 7 april 1856 - Angola, 14 december 1884) was een Zwitsers gedecoreerde militair van het Victoria Cross, de hoogste onderscheiding voor dapperheid en moed in het zicht van de vijand die kan worden toegekend aan de Britse- en Commonwealth-strijdkrachten.

Schiess was 22 jaar oud toen hij korporaal was in het Natal Native Contingent, Zuid-Afrikaanse strijdkrachten tijdens de Zoeloe-oorlog. Op 22 januari 1879 raakte hij betrokken bij de Slag bij Rorke's Drift, in Natal. Korporaal Schiess was een paar dagen eerder gewond geraakt aan zijn voet. Hij toonde niettemin een grote dapperheid toen het garnizoen zich had teruggetrokken in de binnenste verdedigingdlijn toen de Zoeloes de verdedigingsmuur van meelzakken hadden bezet die achtergelaten waren door de Britten. Hij kroop langs de muur met het oog op de verdrijving van een vijand en slaagde erin hem te doden en daarna nog twee andere Zoeloes, alvorens terug te keren naar de binnenste verdedigingsmuur. Ondanks zijn omzwachtelde verbonden voet, waarvan het verband loskwam, geraakte hij met behulp van zijn krukken in veiligheid binnen de omheining.

## Verdere informatie
Schiess diende vooreerst in het Franse leger, voordat hij vertrok vanuit de haven van Hamburg naar East London, Zuid-Afrika in 1877. Hij meldde zich vrijwillig aan en diende in de 9e Frontier Oorlog. Kolonel Durnford benoemde hem tot korporaal in het 2e Bataljon, Natal Native Contingent. Vanwege zijn slecht aangepaste laarzen, kwam hij in het ziekenhuis van Rorke's Drift op 22 januari 1879. Na veel druk van militair hogerhand, werd hij beloond met het VC - de eerste soldaat die dienstdeed bij de Zuid-Afrikaanse strijdkrachten. Schiess kreeg het VC van Sir Garnet Wolseley tijdens een speciale optocht in Pietermaritzburg op 3 februari 1880.
Schiess was de eerste man in dienst van het Zuid-Afrikaanse leger, onder Brits commando, die het VC verkreeg. Na de ontbinding van deze vrijwillige strijdkrachten, vond hij echter geen ander werk. In 1884 werd hij gevonden in de straten van Kaapstad en leed aan ondervoeding en verwaarlozing. De Koninklijke Marine vonden hem, gaven hem eten en boden hem een overtocht naar Engeland aan. Hij aanvaardde dit, maar werd echter ernstig ziek tijdens de reis. Hij stierf op 14 december 1884, op de leeftijd van 28 jaar, terwijl hij aan boord was van een schip voor de kust van Angola. Schiess stierf in armoede aan boord van de Serapis die op weg was naar Engeland. Hij was niet in staat werk te vinden in Zuid-Afrika, zelfs niet bij de Britse autoriteiten. Het was wat men later over hem zei, dat hij betrokken was in de Slag bij Rorke's Drift, en dat hij inderdaad een Victoria Cross had verdiend, dat de mannen die hij toen kende, een andere houding aannamen ten opzichte van hem, doch het was te laat. Zijn stoffelijk overschot werd plechtig begraven op zee, op ong. 13°OOZ/07° 24 W. Het is niet bekend of er sprake was van een portret of foto van korporaal Schiess. Volgens sommigen heeft Lady Elizabeth Butler (1846-1933) bij het schilderen van "Rorke's Drift" aangetoond dat hij aan de linkerzijde lag tegen de meelzakken (zie onderaan schilderij bij externe links).
Zijn Victoria Cross wordt tentoongesteld in het Nationaal Legermuseum te Chelsea, Engeland.